# Dwanaście Plemion Izraela

Mapa podziału ziemi Izraela dla 12 plemion.

Dwanaście Plemion Izraela (hebr. ‏שבטי ישראל‎ Szewtej Jisrael „Plemiona Izraela”; także Dwanaście Pokoleń Izraela) – tradycyjny, geograficzny i genealogiczny podział Izraela z czasów biblijnych. Lud Izraela dzielił się na plemiona, których nazwy pochodziły od imion synów Jakuba.
W tekście Biblii hebrajskiej zapisano, że Jakub (nazwany Izraelem) miał dwunastu synów z czterema różnymi kobietami. Wspomniano też imiennie jedną jego córkę o imieniu Dina.
Od dwunastu synów Jakuba wywodzi się dwanaście plemion Izraela, pomiędzy które została podzielona ziemia Izraela za czasów Jozuego. Jedynie plemię Lewiego, którego członkowie byli kapłanami (zob. lewici), nie otrzymało własnego terytorium. Dodatkowo, gdy porówna się „listę” plemion z czasów podziału ziemi i z czasów czterdziestoletniej wędrówki po pustyni, plemię Józefa zastępują plemiona Efraima i Manassesa (obaj byli synami Józefa i jego egipskiej żony Asenat), których potomków Jakub podniósł do rangi pełnoprawnych plemion). Stąd można wyróżnić dwa podziały:
| Tradycyjny podział: 1. Ruben 2. Symeon 3. Lewi 4. Juda 5. Issachar 6. Zebulon/Zabulon 7. Dan 8. Naftali 9. Gad 10. Aszer 11. Józef 12. Beniamin | Nawiązujący do podziału ziemi Izraela: 1. Ruben 2. Symeon 3. Juda 4. Issachar 5. Zebulon/Zabulon 6. Dan 7. Naftali 8. Gad 9. Aszer 10. Beniamin 11. Efraim (syn Józefa) 12. Manasses (syn Józefa) |

Plemię Lewiego, do którego należeli m.in. Mojżesz i Aaron, stało się klasą kapłanów. Nie posiadali oni własnego terytorium i byli rozproszeni wśród innych plemion.
Po śmierci króla Salomona i rozpadzie zjednoczonego państwa pokolenie Judy wraz z pokoleniem Beniamina utworzyły Królestwo Judy, a pozostałe plemiona - Królestwo Izraela. Od czasów powrotu z tzw. niewoli babilońskiej plemiona należące do Królestwa Izraela uważane są za zaginione plemiona Izraela.